# La Scène (album Red Cardell)
Albums de Red Cardell
Rock'n roll Comédie
(2000) Cardelectro
(2003)
La Scène est le 5e album et 1er live du groupe Red Cardell.

## Liste des titres
| No  | Titre                 | Durée      |
| --- | --------------------- | ---------- |
| 1.  | Revolution            | 4 min 45 s |
| 2.  | Rock'n roll Comédie   | 3 min 54 s |
| 3.  | An dro                | 4 min 12 s |
| 4.  | Conlie                | 6 min 00 s |
| 5.  | La Scène              | 3 min 33 s |
| 6.  | Fantômes              | 2 min 46 s |
| 7.  | Lafayette             | 4 min 53 s |
| 8.  | Rouge                 | 4 min 04 s |
| 9.  | A tous les hommes     | 2 min 58 s |
| 10. | Parliament            | 6 min 18 s |
| 11. | We've got to be alone | 5 min 22 s |

- Textes : Jean-Pierre Riou
- Musiques : Red Cardell

## Crédits

### Musiciens
- Manu Masko : batterie, machines, chœurs.
- Jean-Michel Moal : accordéon, machines, chœurs.
- Jean-Pierre Riou : guitare, machines, chant.

### Réalisation
- Produit par : Kas Ha Bar.
- Distrubué par : Avel Ouest - Coop Breizh.
- Enregistré par : Patrice Marzin à La Tête Raide à Brest
- Mixé par : Patrick Marzin et Patrick Kiffer au studio du Hall de musique à Quimper.
- Mastérisé par : Johannes Uwe Teichert au studio Electric City à Bruxelles.
- Régie son : Stéphane Galès
- Backline : Joël "DJK" Barré
- Logistique : Fanch Dannion
- Photographies : Pascal "le p'tit photographe" Pérennec.
- Conception graphique : Carl "Macintosh" Denot.